# Firocoxib
Firocoxib is een niet-steroïdale ontstekingsremmer (NSAID) voor gebruik bij dieren. Het is op de markt onder de naam Previcox in de vorm van kauwtabletten voor de hond en Equioxx een orale pasta voor paarden, beiden van Merial)
Firocoxib behoort tot de zogenaamde "tweede generatie" van NSAID's, de selectieve COX2-remmers. Het is bedoeld voor de verlichting van pijn en ontsteking geassocieerd met artrose bij honden of paarden.
Bij orale toediening aan paarden (dosis van 0,1 mg per kg lichaamsgewicht) heeft firocoxib een gemiddelde orale biologische beschikbaarheid van 79%; de gemiddelde eliminatie-halveringstijd is 29,7 uur. Biotransformatie tot inactieve metabolieten gebeurt overwegend in de lever via dealkylering en glucoronidatie; excretie is vooral via de urine, en minder via de gal. Bij honden (dosis van 5 mg per kg lichaamsgewicht) is de orale biobeschikbaarheid gemiddeld 36%, en de eliminatie-halveringstijd 7,59 uur. De eliminatie is vooral via de gal en de gastrointestinale weg.
De SMILES-string van firocoxib is CC1(C(=C(C(=O)O1)OCC2CC2)C3=CC=C(C=C3)[S](=O)(=O)C)C.